# Симлская конвенция
Симлская конвенция — международная конвенция о политическом положении Тибета, участниками которой стали Великобритания, Китай и Тибет.

## История
Была заключена 3 июля 1914 года представителями правительств Англии Макмагоном и Тибета Лончен Шатра в городе Симле (Шимле), в Индии. Симлская конвенция должна была обеспечить международно-правовую основу для действий Великобритании в Тибете. Проект Симлской конвенции, составленный британскими дипломатами, долго обсуждался на конференции представителей Великобритании, Китая и тибетских властей в Симле, в 1913 — 1914 годах. Во время работы конференции в марте 1914 года Мак-Магон обменялся с Шатра секретными письмами и картами о восточном участке границы между Тибетом и Британской Индией, нанесённой затем на карты, приложенные к английскому проекту конвенции — так называемая «линия Мак-Магона». Симлская конвенция обязывала китайское правительство не обращать Тибет в китайскую провинцию, не создавать там китайских поселений, не посылать туда свои войска и гражданских лиц. Право вести переговоры и заключать соглашения с Тибетом предоставлялось лишь Англии. Китайский представитель, который вначале, 27 апреля 1914 года, под нажимом британцев парафировал английский проект конвенции, не поставил позже на ней свою подпись, а правительство Китая вообще отказалось признать Симлскую конвенцию.